# Dirección General de Salud (ejército de Argentina)
La Dirección General de Salud (DGS) es una dirección general del Ejército Argentino encargada de la sanidad militar con asiento en Parque Patricios, Ciudad Autónoma de Buenos Aires, y con dependencia del Estado Mayor General del Ejército.
La dirección general fue organizada en 2011 tras suprimir el Comando de Sanidad una modificación a la estructura orgánico-funcional de conducción superior de las Fuerzas Armadas de la Nación.

## Historia
La Dirección General de Salud surgió el 16 de febrero de 1916 con el nombre de «Dirección General de Sanidad», bajo la dependencia del Ministerio de Guerra.
La dirección general de Sanidad tenía bajo su dependencia solo el Hospital Militar Central de Buenos Aires y la Escuela de Aplicación de Sanidad Militar. En 1943, el alto mando le transfirió los hospitales militares del interior. Desde su habilitación estos institutos sanitarios habían dependido de las divisiones de ejército y las regiones militares, sucesivamente. Bajo la autoridad de Sanidad pasaron los hospitales militares de las guarniciones de Campo de Mayo, Córdoba, Mendoza, Paraná, Salta y Tucumán.
El 6 de septiembre de 1973, el Ejército Revolucionario del Pueblo ejecutó un asalto sobre la sede del Comando de Sanidad. En el enfrentamiento posterior murió el teniente coronel Raúl Juan Duarte Ardoy, 2.do jefe del Regimiento de Infantería 1 «Patricios».

## Organización
- Dirección General de Salud (DGS). Asiento: Parque Patricios (CABA).
  - Hospital Militar Central «Cirujano Mayor Dr. Cosme Argerich»-Hospital General 601 (H Grl 601-HMC). Asiento: Palermo (CABA).
  - Hospital Militar Campo de Mayo «Cirujano Primero Dr. Juan Madera»-Hospital General 602 (H Grl 602-HMCM). Guar Ej Campo de Mayo (BA).
  - Hospital Militar Regional Córdoba «Cirujano Mayor Dr. Eleodoro Damianovich» (H Mil Rgn Córdoba). Guar Ej Córdoba (ciudad de Córdoba, CD).
  - Hospital Militar Regional Mendoza «Cirujano Primero Dr. Diego Paroissien» (H Mil Rgn Mendoza). Guar Ej Mendoza (MZ).
  - Hospital Militar Bahía Blanca «Cirujano de Ejército Dr. Marcelino Vargas» (H Mil Bahía Blanca). Guar Ej Bahía Blanca (BA).
  - Hospital Militar Regional Comodoro Rivadavia (H Mil Rgn C Rivadavia). Guar Ej Comodoro Rivadavia (CT).
  - Hospital Militar Salta «Cirujano Mayor Dr. Joaquín Díaz de Bedoya» (H Mil Salta). Guar Ej Salta (SA).
  - Hospital Militar Río Gallegos (H Mil Río Gallegos). Guar Ej Río Gallegos (SC).
  - Hospital Militar Regional Paraná «Cir Div Dr. Francisco Soler» (H Mil Rgn Paraná). Guar Ej Paraná (ER).
  - Hospital Militar Curuzú Cuatiá «General de Brigada Dr. Manuel Biedma» (H Mil Curuzú Cuatiá). Guar Ej Curuzú Cuatiá (CR).